# 五線譜
五线谱是一种由欧洲在17世纪左右完善，并为当今世界广泛采用的记谱法。其本质是利用横线以及线与线之间的间隙，通过各种乐谱符号来记录音乐。阅读及书写五线谱时，遵循从左往右的顺序。
近现代音乐中，会出现固有符号不能满足作曲家所想表达的演奏方法的情况，故五线谱也可以由作曲家自定义并进行解释。

## 常规五线谱的组成

### 音符与休止符

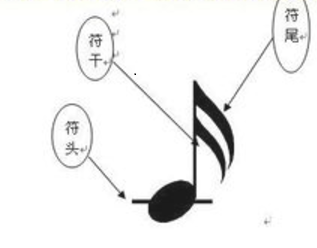

音符是用来标识音的符号，通常由符头，符杆，符尾三个部分组成。不同音符所表示的音的长短比例称之为时值。
具体音符的拍数由节拍号来定义。音符的实际演奏长短由乐曲的速度来决定。
- 符头用来标识音的高低以及时值，常见的符头有黑符头和白符头两种。
  - 只有空心符头没有符杆和符尾的音符叫做全音符。全音符的时值为1個全音符。
- 符杆用来标识音的时值。
  - 带有空心符头和符杆的音符叫做二分音符。二分音符的时值为1/2個全音符。
  - 带有实心符头和符杆的音符叫做四分音符。四分音符的时值为1/4個全音符。
- 符尾用来标识音的时值。
  - 带有实心符头、符杆和单根符尾的音符叫做八分音符。八分音符的时值为1/8個全音符。
  - 带有实心符头、符杆和两根符尾的音符叫做十六分音符。十六分音符的时值为1/16個全音符。
  - 以此类推，每增加一根符尾，其时值便缩短一半，其名称亦为对应的X分音符。如三十二分音符，六十四分音符等。

休止符与音符是对应关系。音符代表需要演奏出音的时间，而休止符代表需要停止演奏出音（休止）的时间。同样，休止符也有全休止符、二分休止符、四分休止符等等。休止符的时值与音符的时值亦为对应关系。

### 节拍号
节拍号用以定义小节中的节拍数量以及音符时值的具体拍数，通常用分数的形式来表示。分母所代表的含义是“以几分音符为1拍”，分子所代表的含义是“每小节有几拍”。
如4/4 所代表的含义为“以四分音符为一拍，每小节有四拍”。
故，在4/4节奏的乐曲中，四分音符需要演奏1拍，根据时值比例二分音符需要演奏2拍，全音符需要演奏4拍。每小节所含的音符必须合计为4拍。
如3/8 所代表的含义为“以八分音符为一拍，每小节有三拍”。
故，在3/8节奏的乐曲中，八分音符需要演奏1拍，根据时值比例二分音符需要演奏4拍，全音符需要演奏8拍。每小节所含的音符必须合计为3拍。

### 线与间

五线谱顾名思义需要画出五根横线，而五根横线之间自然产生四个间隙。这五根线自下往上分别称之为第一线至第五线，四个间隙亦自下往上分别称之为第一间至第四间。这些线和间都可以被音符标识为音，以自下往上的顺序来标识从低到高的音。这些音的具体音高（pitch）由谱号来定义。同时低于第一线的音或者高于第五线的音可以在五线四间之外另加线与间进行标识。这些外加的线和间根据其所在位置分别称为下加一间，下加一线，上加二间，上加二线等等。

### 谱号
谱号是用来定义五线四间具体音高的符号，常用的有G谱号，F谱号，C谱号以及打击乐谱号。

G谱号通常又被称为高音谱号。其含义为：定义符号螺旋中心所在线为小字1组的g音。通常情况下符合螺旋中心所在线为第二条线。

F谱号通常又被称为低音谱号。其含义为：定义符号两点所夹的线为小字组的f音。通常情况下符号两点所夹的线为第四线。

C谱号通常根据其位置被称为中音谱号、上低音谱号，或者alto谱号、tenor谱号等。其含义为：符号尖角所在的线为小字1组的c音（中央C）。

### 速度记号
速度记号用以标识乐曲演奏的速度，通常有文字描述以及音符式记号等。
文字描述的速度记号通常为一个或者多个意大利语单词，例如：Allegro，Andante，Moderato等
音符式记号通常表示为“音符=数字”的形式，例如：“♩=90”，其含义为：在一分钟内演奏90个四分音符时值的速度，即BPM值。

### 其他记号
其他记号包括但不限于：
- 强弱记号：用以要求演奏者以相应的音量或者强度进行演奏。如：f, p, ff, pp, cresc., dim..等。
- 表情记号：用以要求演奏者以相应的情绪或者表情进行演奏。如：Cantabile，Maestoso, Dolce等。
- 音型记号：用以要求演奏者以相应的演奏方法来演奏出不同的音响效果。如：重音记号“>”，保持音记号“-”，Staccato记号“.”等。
- 反复记号：用以要求演奏者将相应的小节或者段落进行重复演奏。如：“：丨”，D.C，D.S，Fine等。[2][3]

## 五線譜結構
記譜時，音符都會刻畫在1條線上或者2條線中間的空間上。而這些線及間由下而上命名的，最下面的是第1線，最上面的是第5線；第1、2線之間為第1間，4、5線之間為第4間。在這5條線之間，可以記下11個音。
譜號將標示某個特定音所在的線，並將其他音依序排列。例如G譜號就將中央C對上的G音定在第2線上，第1間是F音，第2間就是A音，如此類推。而不同的譜號標示在譜上不同的線上，會改變五線譜所代表的音高。音調及其調號都會影響寫在譜上的音高。
參考：音部記號

沒有加上譜號或用特殊譜號的五線譜也可以用在敲擊樂的譜面，以不同的線和間表示不同的樂器。

### 加線與加間
如果要在五線譜上記載位於下一線以下或上一線以上的音時，就必須在五線的上下，加上一些臨時短線。這種短線就稱為加線（ledger lines），由加線產生的間，就稱為加間（ledger spaces）。

## 五線譜歷史
在西方中世纪早期人们使用纽姆符（neumes）来记录乐谱。纽姆谱以横线为标准，只能通过符号表示音调高低，但不能准确表示音值的长短。当时只能通过这些助记符记录音乐。
9世纪到11世纪，许多乐谱大量使用更精确的音符间距，用纽姆符在页面表示绝对音高，例如1000年意大利的Longobardian和Beneventan纽姆谱手稿，该谱是用类似现代音名字母与纽姆符结合方式，做成的简短纽姆谱手稿。此外，许多早期乐谱手稿使用一条或多条平行线，表示特定的音高。
現代五線譜源自於12世紀左右的葛雷果聖歌。在那個年代主要仍以文字結合符號來代表音高。然而有人卻在當時開始嘗試以線條來記錄葛利果聖歌。並且隨著時間從一開始只有一條線逐漸發展到四條線，並且只使用點代表音符。在當時因為樂器的調性與音域不同，樂譜用幾條線並沒有一個標準。阿雷佐的圭多被認為是現代五線譜的發明者。
現存最早的羊皮紙樂譜是在1342年製造，含有4線3間。5線4間的樂譜則是義大利人Ugolino of Forlì製作的。從樂譜的義大利文pentagramma可看出樂譜是5條線。16世紀法國率先將他們的音樂整合成五線譜系統，並很快的在歐洲廣為流傳。

## 外部連結
- Tonalsoft Encyclopaedia of Tuning
- 空白五線譜 （页面存档备份，存于） - M5 Music （页面存档备份，存于）